# Schiebroek
Schiebroek is een wijk in het Rotterdamse stadsdeel Hillegersberg-Schiebroek en voormalige gemeente in de gelijknamige polder in het noorden van de gemeente Rotterdam, gelegen tussen de wijken Hillegersberg en Overschie.

## Ambacht Schiebroek
In de middeleeuwen vormde de Kleiweg al een verbinding over land tussen de rivieren Rotte en Schie. Aan deze wat hoger op een zandrug gelegen weg vestigden zich de eerste bewoners. Het omliggende gebied werd rond het jaar 1300 in cultuur gebracht. Het gebied Schiebroek werd in 1590 een ambacht (rechtsgebied) dat tot het Baljuwschap Schieland behoorde. Het was veenland dat door inklinking in de loop van de eeuwen steeds lager kwam te liggen en daardoor steeds natter werd.
In de 17e en 18e eeuw werd er door afgraven en wegbaggeren van het veen op grote schaal turf gewonnen. Dit had als gevolg dat het steeds meer een plassengebied werd. Vanaf 1773 maakte men van Schiebroek een polder door het aanleggen van kades, vaarten en sloten. In 1795 woonden er 211 mensen, er was geen kerk, en geen herberg. Vanaf die tijd werd het overtollige water door een molengang van drie molens weggemalen naar de Bergse Plassen. Deze molengang bevond zich aan de Molenlei, nu Wilgenlei geheten. In 1914 zijn de molens gesloopt en vervangen door een elektrisch gemaal aan de Ringdijk dat in 1987 geheel werd herbouwd.

## Gemeente Schiebroek
Het ambacht Schiebroek werd in 1817 een zelfstandige gemeente. Het bleef nog lang een landelijk gebied. De bewoning concentreerde zich vooral in een buurtschap aan de Kleiweg en langs de Hoge Limiet. In 1865 telde de gemeente 335 inwoners.
Begin 20ste eeuw werd de in 1908 geopende Hofpleinspoorlijn aangelegd, dwars door de toen nog lege polder. Schiebroek kreeg twee haltes, Station Schiebroek aan de Kleiweg en halte Adrianalaan. De laatste werd al snel verplaatst naar het bij Rotterdammers populaire openluchtbad Wilgenplas, de naam werd halte Wilgenplas. De spoorlijn tussen Rotterdam en Scheveningen was de eerste geëlektrificeerde spoorweg in Nederland.
Door de ontwikkeling van 'Tuinstad Schiebroek', zoals het werd genoemd, groeide het aantal inwoners snel. Na 1920 werden er bij de Adrianalaan en rond de Molenvijver hele straten met -voor die tijd- luxueuze woningen gebouwd. Deze waren vooral in trek bij forensen die uitweken voor de hogere Rotterdamse belastingdruk. In 1941 was het aantal inwoners al gestegen tot 8030. In hetzelfde jaar werd de gemeente Schiebroek, evenals Hillegersberg en Overschie, bij Rotterdam gevoegd.

## Woonwijk Schiebroek

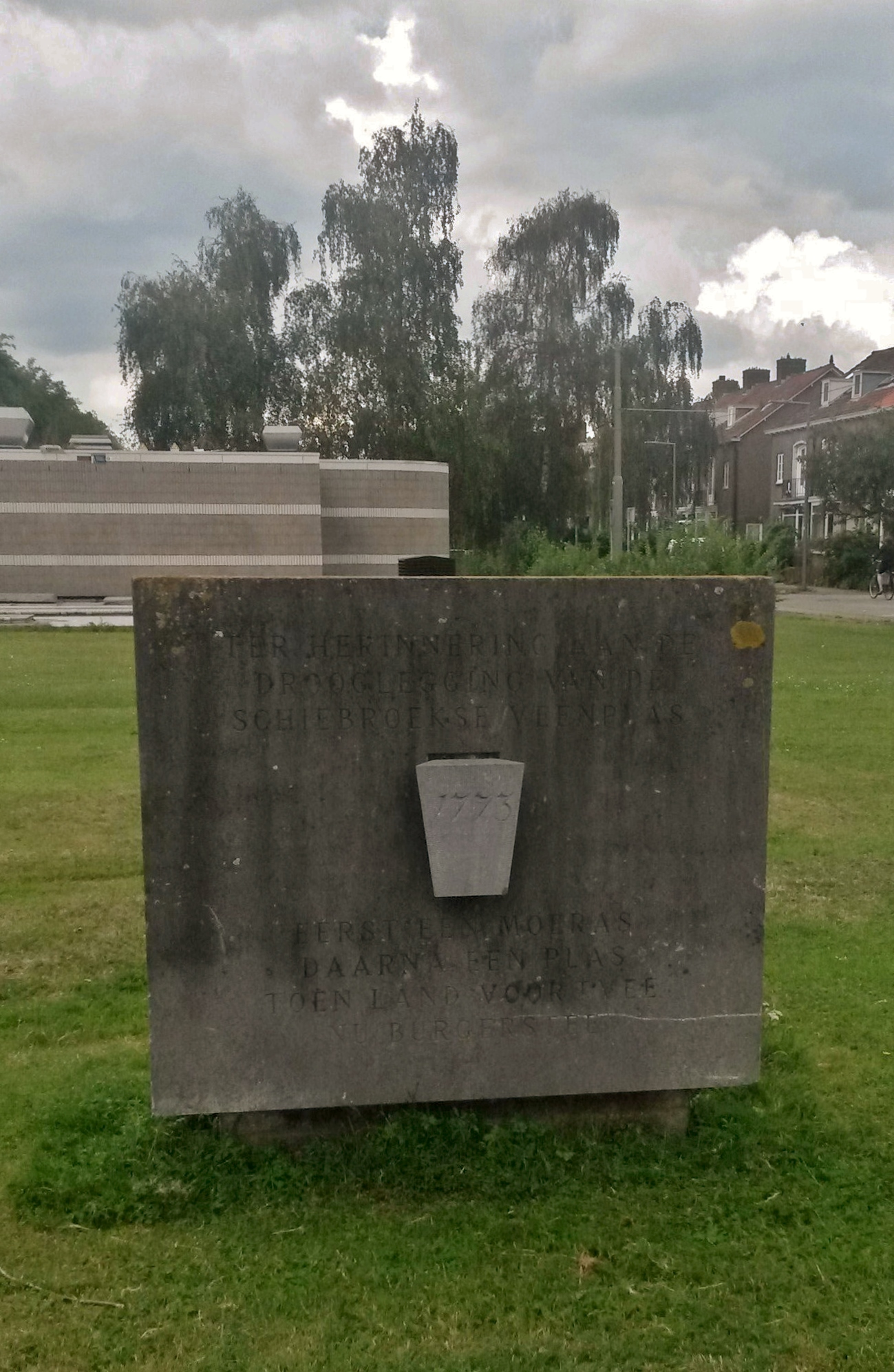
Steen aan de Wilgenlei met het opschrift
"Eerst een moeras daarna een plas toen land voor 't vee nu burgerstee"
Een herinnering aan de droogmaking van polder Schiebroek in de jaren 1773-1779

Na de oorlog, in de jaren 1950, werd in een heldere bouwkundige structuur een moderne tuinwijk met veel sociale woningbouwflats in het groen gerealiseerd. De polderindeling is daarbij zichtbaar gebleven, vaarten veranderden in singels en sloten werden straten. Scholen en kerken vervingen de boerderijen. De drie molens waren al veel eerder vervangen door een motorgemaal. Berucht was in de jaren vijftig en zestig de Gekro, het destructiebedrijf aan de Bovendijk dat bij westelijke wind door zijn stank het woongenot danig aantastte. Ook de aanleg van Vliegveld Zestienhoven in 1957 werkte niet erg mee om de tuinstadgedachte verder inhoud te geven. Minder overlast veroorzaakten vanaf de jaren vijftig de aardolie oppompende jaknikkers ten westen van de wijk langs de spoorbaan richting Den Haag. In 2010 waren dit de laatste die in Nederland nog in gebruik waren. In oktober 2013 werden ze definitief buiten gebruik gesteld. De aardolieputten werden afgeplugd en de jaknikkers werden verwijderd. Jaknikker BRK-10 werd verplaatst naar het Nederlands Openluchtmuseum.
Sinds het begin van de eenentwintigste eeuw zijn een flink aantal portiekflats uit de jaren 1950 gesloopt om ruimte te scheppen voor een meer gedifferentieerd woningaanbod. De meeste anderen uit die tijd kregen een grondige renovatiebeurt.  
Met de invoering van het deelgemeentebestel werd de wijk, volgens de nummering van de PTT tot 1977 bekend als 'wijk 12', onderdeel van de deelgemeente Hillegersberg-Schiebroek. Wegens veranderde politieke inzichten werd dit in 2014 een zogenoemd 'bestuurscommissiegebied'.
Rond 2005 werd begonnen met de afbraak van een groot aantal verouderde portiekwoningen uit de naoorlogse bouwgolf. Om de diversiteit van woningaanbod in de wijk te vergroten werden ze vervangen door comfortabeler huizen.

## Openbaar vervoer
Nadat het openbaar vervoer vanuit het centrum van Rotterdam lang was verzorgd door bus 45 van de RET met aanvankelijk alleen haltes op de Ringdijk, werd in 1969 de verlenging van  tramlijn 5 geopend, aangelegd met een grotendeels vrije baan voor een snelle verbinding met het centrum van Rotterdam. In 2006 werd lijn 5 vervangen door de plustram van lijn 25. Sinds 2025 wordt deze verbinding onderhouden door lijn 8. De Hofpleinlijn is in 2006 omgebouwd tot RandstadRail met twee nieuwe stations in Schiebroek (Melanchthonweg en Meijersplein) in plaats van de opgeheven treinhaltes Kleiweg en Wilgenplas.

## Afbeeldingen

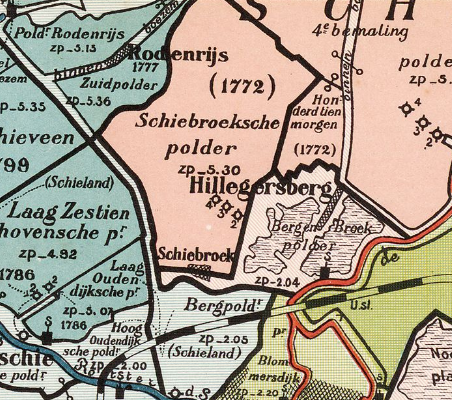
Het Schiebroekse gebied werd in 1772 bepolderd
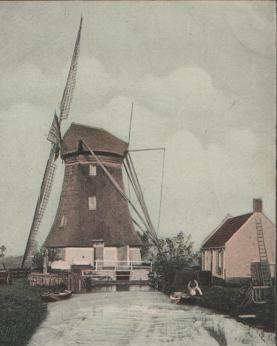
Schiebroekse molen ca. 1900
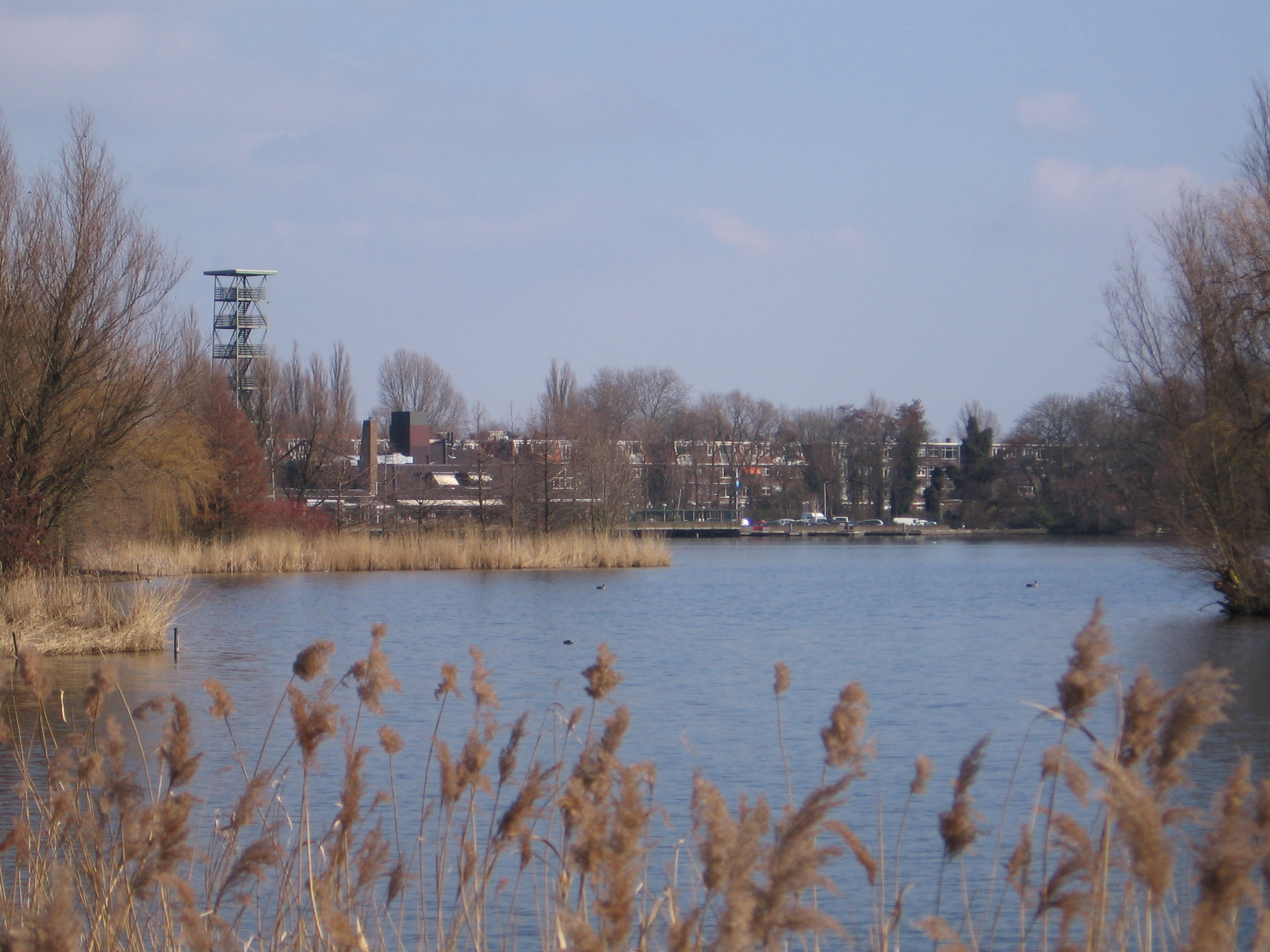
Bergse Plassen tussen Schiebroek en Hillegersberg
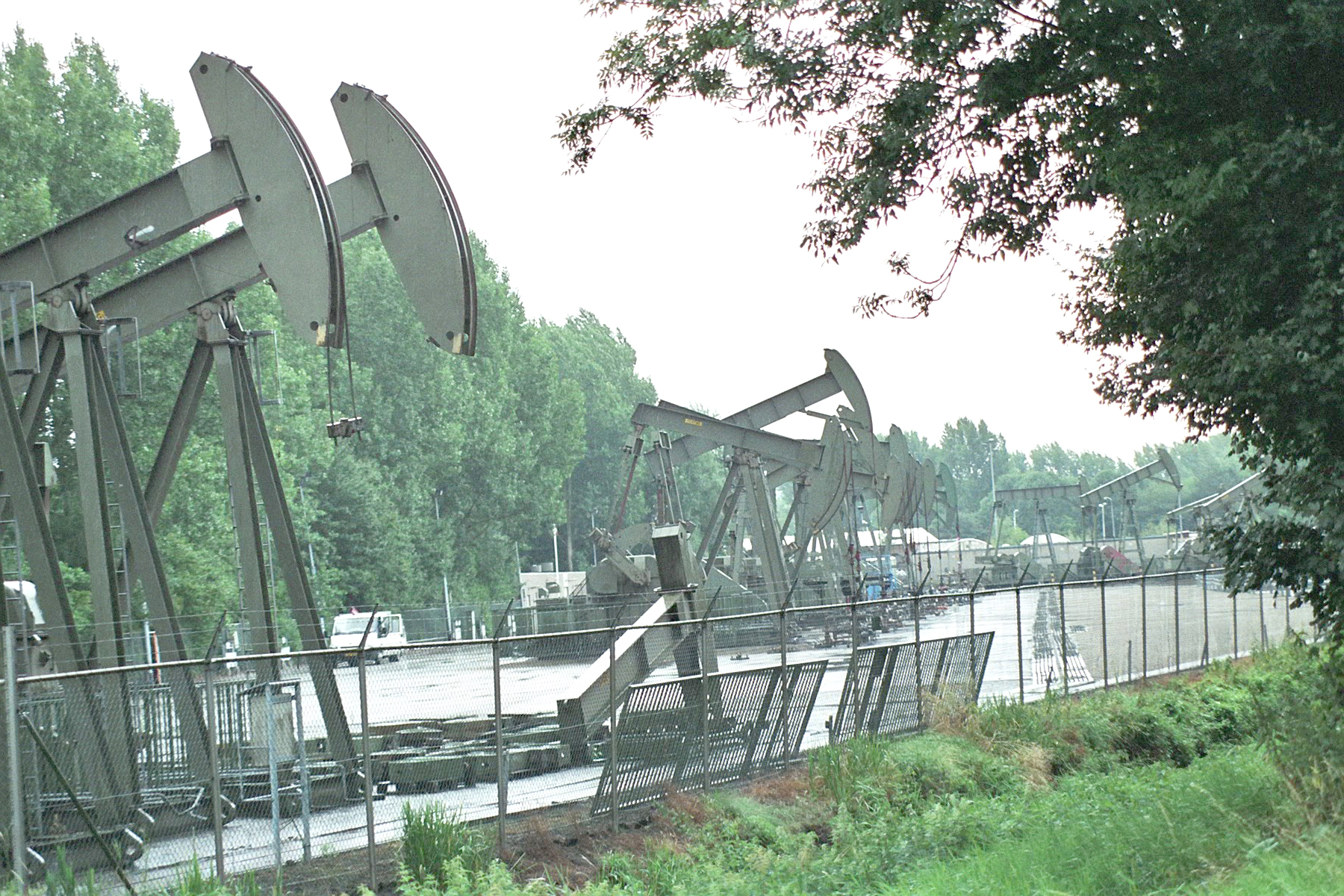
Jaknikkers bij Schiebroek
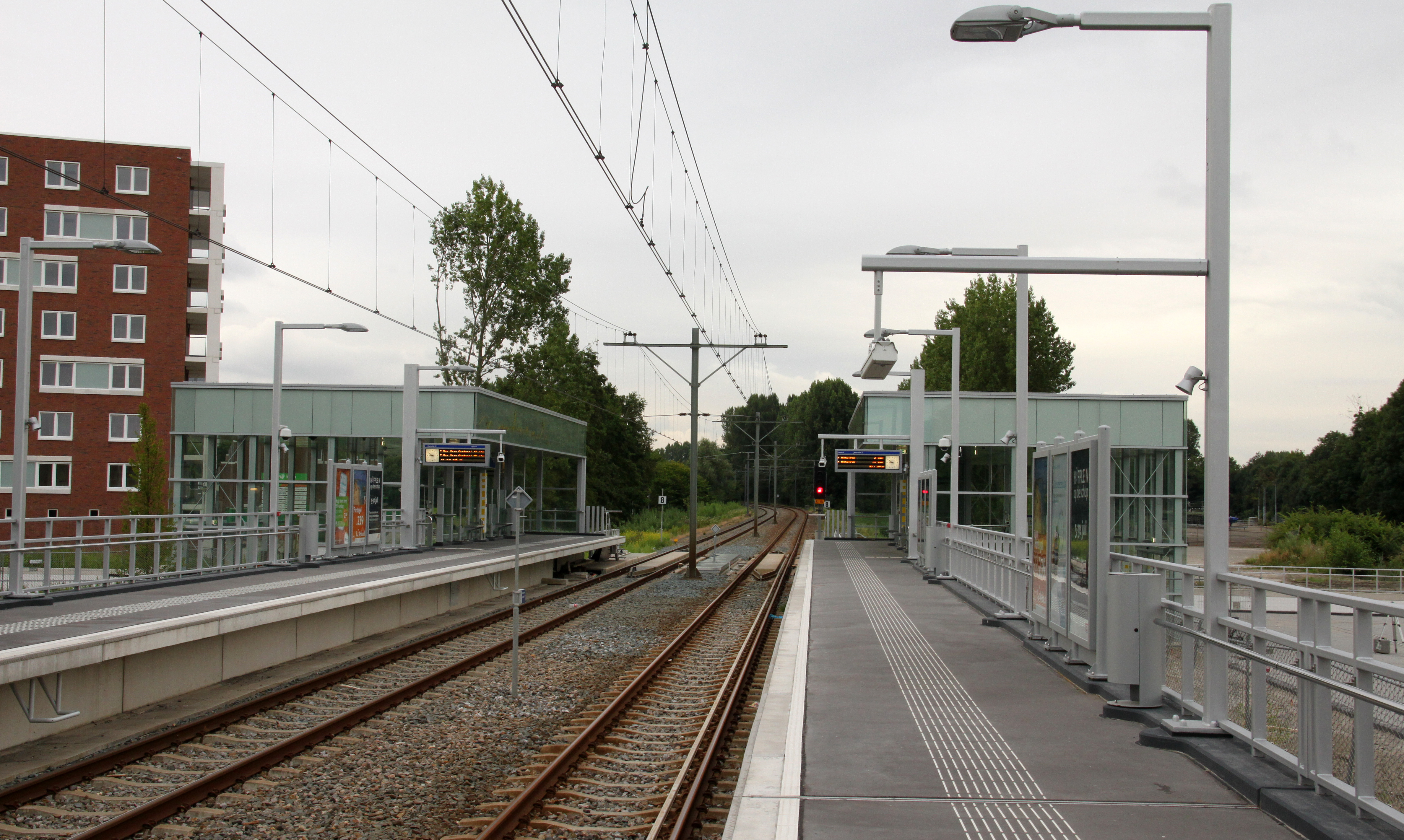
RandstadRailstation Meijersplein

## Bekende personen
- Jan Bos (1868-1920), burgemeester
- Jan van Teeffelen (1877-1935), architect
- Johan Manusama (1910-1995), leraar, ingenieur, politicus
- Pieter Bastiaan Bouman (1913-1989), politicus
- Faas Wilkes (1923-2006), voetballer
- Olga Lowina (1924-1994), zangeres
- Huib Noorlander (1928-2004), beeldhouwer
- Philippine Aeckerlin (1935), actrice
- Eddy Treijtel (1946), voetballer
- Bert Cremers (1949-2021), politicus
- Anton Stapelkamp (1961), jurist, politicus, bestuurder